# Нова Весь (Кольбушовський повіт)
Нова Весь (пол. Nowa Wieś) — село в Польщі, у гміні Кольбушова Кольбушовського повіту Підкарпатського воєводства.
Населення — 706 осіб (2011).
У 1975-1998 роках село належало до .

## Демографія
Демографічна структура станом на 31 березня 2011 року:
|          | Загалом | Допрацездатний вік | Працездатний вік | Постпрацездатний вік |
| -------- | ------- | ------------------ | ---------------- | -------------------- |
| Чоловіки | 344     | 88                 | 220              | 36                   |
| Жінки    | 362     | 67                 | 219              | 76                   |
| Разом    | 706     | 155                | 439              | 112                  |